# Worcestershire-mártás
A Worcestershire-mártás (IPA: [ˈwʊstərʃər]ⓘ), közkeletű nevén Worcester-szósz közismert, sötétbarna, ecet alapú, markáns ízű és illatú ízesítőszer, az angol konyha egyik alapfűszere. Alapszósz jellegének megfelelően megszámlálhatatlan változata létezik, helyi jellegűek és egyéniek egyaránt. Elkészítésének valóságos iskolái alakultak ki. A nagyobb élelmiszerboltok ízesítő részlegében többnyire több fajtája is fellelhető — ezek között vegetariánus, sőt, vegán változatok is előfordulnak. Házi előállítását Magyarországon némely összetevőjének ritkasága megnehezíti.

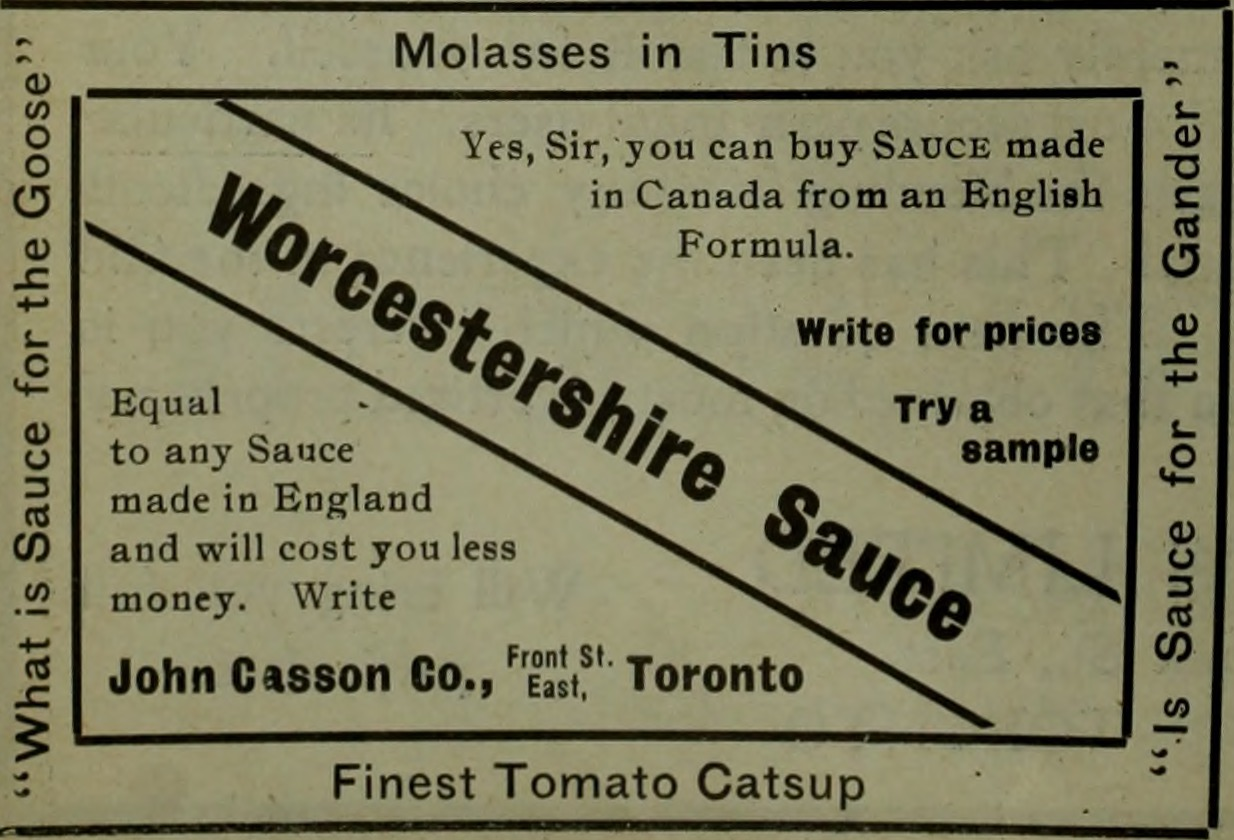
Egy 1908-as kanadai változat címkéje

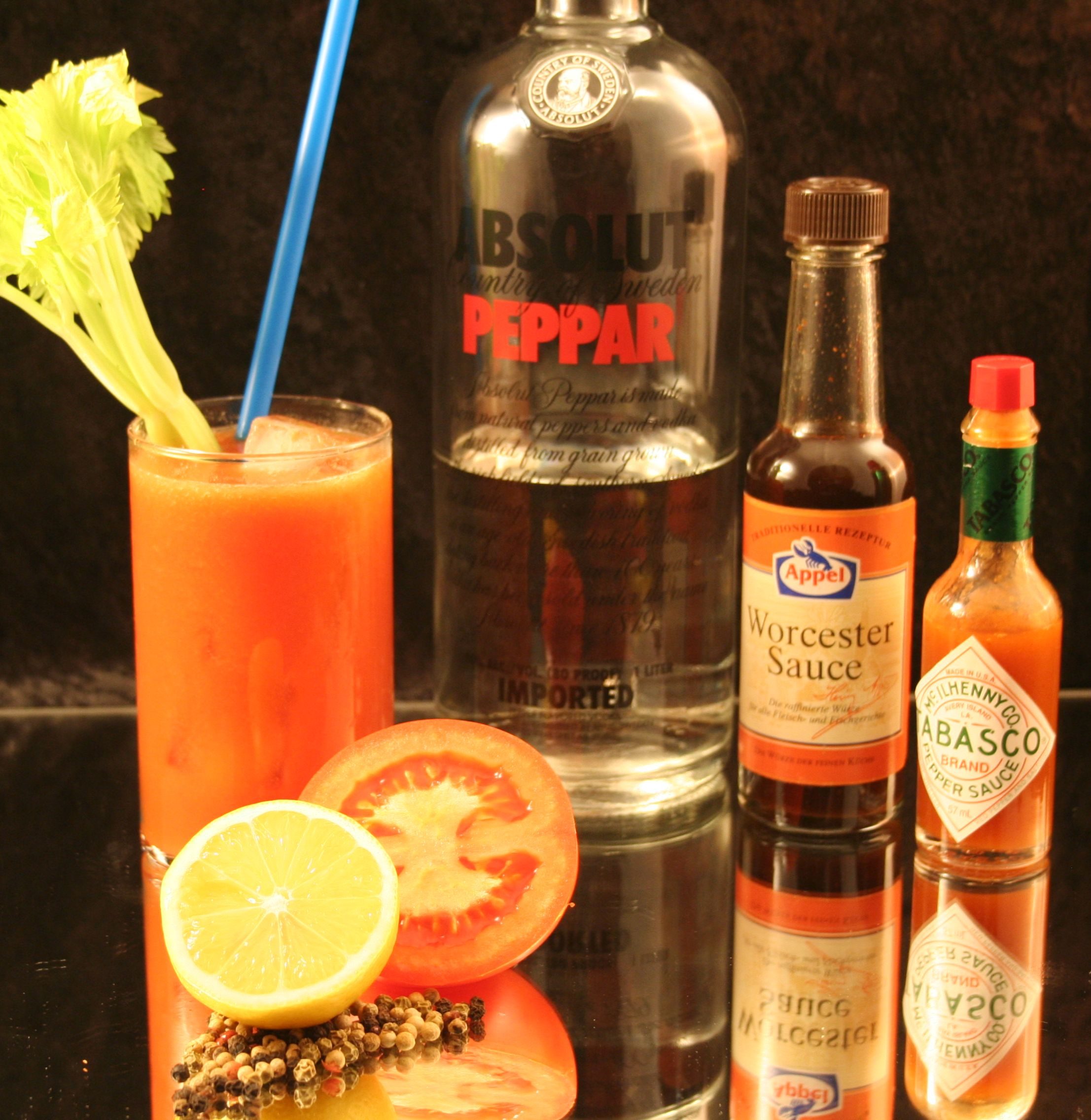
A Bloody Mary koktél és összetevői

Az autentikusnak tekintett változatot két worcesteri kémikus, John Wheeley Lea és William Henry Perrins alkotta meg; az általuk alapított és önmagukról elnevezett Lea&Perrins vállalat a szószt 1837. augusztus 28. óta gyártja és forgalmazza.

## Nevének eredete
A Lea&Perrins által kidolgozott és terjesztett legenda szerint egy Indiából hazatért angol úr (bizonyos Lord Sandys, Bengál volt kormányzója) Worcester városában felkért két gyógyszerészt, hogy másolják le kedvenc ízesítőjét. A legenda egyik változata szerint a főzet oly katasztrofálisra sikeredett, hogy a pincébe száműzték, ahonnan csak évek múlva került elő. Ezalatt azonban beérett, és gyorsan nagy kedvenccé vált.
Történészek idővel kimutatták, hogy Bengálnak sosem volt Sandys nevű kormányzója. Jóval valószínűbb, hogy a szószt kifejlesztő kémikusok a terméket egyszerűen lakhelyükről, Worcestershire megyéről nevezték el.

## Összetétele
Erjesztett halszószokkal — amint ezt az idősebb Plinius Historia Naturalis című főművében ismerteti — már a régi görögök és rómaiak is ízesítettek egyes ételeket. Az általuk használt szósz volt a garum.
Alapleve a borecet, amit az alábbiakkal egészítenek ki:
- szardella,
- árpamaláta,
- szójaszósz,
- vöröshagyma,
- melasz,
- fokhagyma,
- tamarind,
- só,
- különféle fűszerek (az eredeti recept titkos, de gyaníthatóan van benne
  - koriander és
  - szegfűbors).

## Elkészítése
A hagymát és a fokhagymát külön-külön malátaecetben egy évig, a szardellát sóban három évig pácolják. Ezeket pépesítik, majd további ecettel, tamarinduszpéppel, cukorral, malátával, szójaszósszal és fűszerekkel keverik. Ezután hónapokig (a Lea & Perrins-félét pl. 8 hónapig) érlelik. Nem főzik, az ízek harmóniáját az erjedés adja meg.

## Felhasználása
Főleg húsok grillezéséhez, illetve pácolásához használják, de teszik húslevesbe, sőt, sonkás-sajtos melegszendvicsre is.
Számos ital és étel, egyebek közt a Bloody Mary, a walesi nyúl, a Kirkpatrick-kagyló és a Caesar-saláta fontos alkotórésze.

## Fordítás
- Ez a szócikk részben vagy egészben  a   Worcestershire sauce című angol Wikipédia-szócikk ezen változatának fordításán alapul.  Az eredeti cikk szerkesztőit annak laptörténete sorolja fel. Ez a jelzés csupán a megfogalmazás eredetét és a szerzői jogokat jelzi, nem szolgál a cikkben szereplő információk forrásmegjelöléseként.